# Азнавурян Карина Борисівна
Карина Борисівна Азнавурян (рос. Карина Борисовна Азнавурян; азерб. Karina Boris qızı Aznavuryan; вірм. Կարինա Բորիսի Ազնավուրյան; нар. 20 вересня 1974, Баку) — російська фехтувальниця-шпажистка вірменського походження, дворазова олімпійська чемпіонка (2000, 2004), бронзова призерка Олімпіади (1996). Чемпіонка світу (2003) і Європи (2004). Заслужений майстер спорту (1996).